# Rana ulma
Rana ulma é uma espécie de anfíbio anuro da família Ranidae. Está presente no Japão. A UICN classificou-a como pouco preocupante.